# Robert Maréchal (théâtre)
Pour les articles homonymes, voir Robert Maréchal et Maréchal.
Robert Maréchal (né en 1926 et mort  Liège le 24 avril 2013) est une personnalité de la vie culturelle liégeoise (Belgique).
Fondateur du Festival du Jeune Théâtre de Liège en 1958, il l'anima durant plus de 40 ans. Il fut aussi directeur des Affaires culturelles et des Beaux-Arts à la Ville de Liège et directeur du Palais des congrès de Liège.

## Sources
- Alain Delaunois, « Liège: Décès de Robert Maréchal », sur rtbf.be info, 8 mai 2013 (consulté le 10 mai 2013)
- Marcel Conradt, Histoires des théâtres de Liège : 1850-1975, Liège, CEFAL, 2005, 189 p. (ISBN 2-87130-189-1 et 9782871301899, lire en ligne), p. 161-163